# Ambricourt
Ambricourt é uma comuna francesa na região administrativa de Altos da França, no departamento de Pas-de-Calais. Estende-se por uma área de 3,39 km². Em 2010 a comuna tinha 124 habitantes (densidade: 36,6 hab./km²).